# Greek, Roman and Byzantine Studies
Greek, Roman and Byzantine Studies – kwartalnik historyczny wydawany od 1958 roku przez Uniwersytet Duke’a. 
Publikowane są w nim artykuły naukowe dotyczące historii starożytnej Grecji, Rzymu oraz Bizancjum. 